# HMS Victorious (1785)
HMS Victorious (Корабль Его Величества «Викториес») — 74-пушечный линейный корабль
третьего ранга. Первый корабль Королевского флота, названный HMS Victorious. Пятый линейный корабль типа Culloden. Относился к так называемым «обычным 74-пушечным кораблям», нёс на верхней орудийной палубе 18-фунтовые пушки. Заложен в ноябре 1782 года. Спущен на воду 27 апреля 1785 года на частной верфи Перри в Блэкуолле.

## Служба
В 1795 году Victorious, под командованием капитана Уильяма Кларка, был частью эскадры контр-адмирала Джорджа Кейта Элфинстона, отправленной для захвата Капской колонии. Британский флот прибыл в бухту Саймонстауна в начале июня 1795 года, и когда голландский губернатор отказался сдаться, британцы атаковали 
Саймонстаун и заняли город. 7 августа 1795 года America, Stately, Victorious и Rattlesnake обстреляли позиции голландев в городе Майзенберге и заставили их отступить. Сухопутная операция продолжалась до начала сентября, когда к британцам прибыло 
подкрепление из Кейптауна. В этот период был захвачен голландский 20-пушечный корабль Willemstadt en Boetzlaar, принятый в состав Королевского флота как HMS Princess, а также вооруженный бриг Star, затем переименованный в Hope. 
8 сентября 1796 года Victorious совместно с другим 74-пушечным кораблем Arrogant (капитан Ричард Лукас), в районе Маврикия обнаружили французскую эскадру контр-адмирала Пьера Шарля де Серсея, состоящую из 6 фрегатов, которая была отправлена в Индийский океан, чтобы помешать английской торговле. Французы не стали вступать в бой и попытались скрыться, так что линейные корабли устремились в погоню. Они настигли эскадру Серсея на рассвете 9 сентября, после чего идущий первым Arrogant открыл огонь по Vertu, замыкавшему французскую эскадру. Тогда Серсей поднял сигнал вступить в бой, и фрегаты начали обстрел двух британских 74-пушечников. Вскоре на Arrogant возник пожар, и он был вынужден выйти из боя. Victorious был не в состоянии в одиночку вести бой с таким числом противников и тоже отступил. Потери на борту Victorious составили 17 человек убитыми и 57 ранеными, в том числе был ранен и капитан Кларк.
Остальную часть своей службы Victorious провел в теплых водах Ост-Индии, по большей части занимаясь патрулированием и не 
принимал участия ни в каких известных сражениях.
Victorious вернулся в Европу в 1803 году, после чего в Гибралтаре он был выведен из состава флота, после чего отправлен на слом и разобран в Лиссабоне.